# Trains de banlieue de Sydney
Les trains de banlieue de Sydney (en anglais : Sydney Trains) constituent le réseau de trains de banlieue de l'agglomération de Sydney, en Australie. Il compte actuellement neuf lignes pour 168 gares.
Six des neuf lignes passent par la gare centrale de Sydney, trois d'entre elles continuant via le City Circle en souterrain sous le centre d'affaires de Sydney jusqu'à Circular Quay, où la gare surplombe Sydney Cove, tandis que deux empruntent le Harbour Bridge afin de traverser Port Jackson.
Le réseau est opéré par Sydney Trains, propriété de Transport for NSW, une agence du gouvernement de Nouvelle-Galles du Sud. Outre le réseau de trains de banlieue, Sydney Trains opère cinq lignes intercités, jusqu'à 200 kilomètres du centre de Sydney.

## Réseau

### Trains de banlieue
Le réseau de trains de banlieue compte neuf lignes :
| Ligne | Ligne                            | Termini                                                     |
| ----- | -------------------------------- | ----------------------------------------------------------- |
|       | North Shore & Western Line       | Berowra et Emu Plains ou Richmond                           |
|       | Leppington & Inner West Line     | City Circle et Parramatta ou Leppington via Granville       |
|       | Liverpool & Inner West Line      | City Circle et Liverpool via Lidcombe et Regents Park       |
|       | Eastern Suburbs & Illawarra Line | Bondi Junction et Waterfall ou Cronulla via Central         |
|       | Cumberland Line                  | Leppington et Schofields ou Richmond                        |
|       | Lidcombe & Bankstown Line        | Bankstown et Lidcombe                                       |
|       | Olympic Park Line                | Lidcombe et Olympic Park                                    |
|       | Airport & South Line             | City Circle et Macarthur via Revesby et Sydenham ou Airport |
|       | Northern Line                    | Hornsby et Gordon via Strathfield et City                   |

### Trains intercités
Le réseau de trains intercités compte cinq lignes :
| Ligne | Ligne                          | Termini                                                                      |
| ----- | ------------------------------ | ---------------------------------------------------------------------------- |
|       | Blue Mountains Line            | Central et Lithgow avec des services limités vers Bathurst                   |
|       | Central Coast & Newcastle Line | Central et Newcastle                                                         |
|       | Hunter Line                    | Newcastle et Telarah avec des services limités vers Dungog ou Scone          |
|       | South Coast Line               | Bondi Junction ou Central et Bomaderry ou Port Kembla                        |
|       | Southern Highlands Line        | Central ou Campbelltown et Moss Vale avec des services limités vers Goulburn |